# Шмелёв, Александр Иванович
Александр Иванович Шмелёв (1895—1960) — участник Белого движения на Юге России, командир донских казачьих частей, генерал-майор.

## Биография
Казак станицы Нижне-Чирской 2-го Донского округа Донской области. Образование получил в Нижне-Чирском реальном училище.
С началом Первой мировой войны поступил в Новочеркасское казачье училище, по окончании ускоренного курса которого 1 октября 1915 года был выпущен прапорщиком в 12-й Донской казачий полк. Произведен в хорунжие 23 сентября 1916 года, в сотники — 8 августа 1917 года.
С началом Гражданской войны вступил в партизанский отряд войскового старшины Мартынова, в январе—феврале 1918 года был командиром сотни, затем состоял в Чирском отряде. С апреля 1918 года — в 1-м конном полку Донской армии, был командиром сотни, затем помощником командира полка. Произведен в подъесаулы 4 августа 1918 года, в есаулы — 5 ноября, в войсковые старшины — 17 декабря того же года. В марте 1919 года был назначен командиром 45-го Донского казачьего полка, а 20 июня того же года произведен в полковники. В Русской армии в Крыму был назначен командиром 5-го Донского казачьего полка, в каковой должности оставался до 1921 года. Награждён орденом Св. Николая Чудотворца и произведен в генерал-майоры. После эвакуации Крыма находился на острове Лемнос. Осенью 1925 года — в составе 5-го Донского казачьего полка в Болгарии.
В эмиграции в Болгарии. В годы Второй мировой войны служил в Русском корпусе, сформированном в Югославии. В 1943 году был назначен командиром 10-й сотни 3-го батальона 1-го Казачьего полка, а затем командиром 2-го батальона того же полка (в чине гауптмана). Получил тяжелое ранение в бою у Челича 26 ноября 1944 года. После неполного выздоровления вернулся в полк, затем был командирован в РОА. Был выдан советским властям в Лиенце, провел 10 лет в лагерях.
Умер в 1960 году в Сергинском доме инвалидов Тайшетского района Иркутской области. Его вдова Антонина Ивановна (1902—1985) скончалась в Буэнос-Айресе. Их дочь Наталия была замужем за унтер-офицером Анатолием Романовичем Ятценом (1919—1984), председателем Аргентинского отдела Союза чинов Русского корпуса.

## Награды
- Орден Святого Владимира 4-й ст. с мечами и бантом (Приказ Всевеликому войску Донскому № 120, 16 января 1919)
- Орден Святителя Николая Чудотворца (Приказ Главнокомандующего № 508, 22 декабря 1921)